# Rick Story
Rick Thomas Story, född 28 augusti 1984, är en amerikansk MMA-utövare som tävlar i organisationen Ultimate Fighting Championship.